# دهستان اله‌آباد
دهستان اله‌آباد، یکی از دهستان‌های بخش اله‌آباد شهرستان زارچ در استان یزد ایران است. مرکز این دهستان، روستای اله‌آباد است.

## جمعیت
بر پایه سرشماری عمومی نفوس و مسکن در سال ۱۳۹۵، جمعیت دهستان اله‌آباد برابر با ۵٬۶۰۹ نفر بوده‌است.